# Via variago-greca

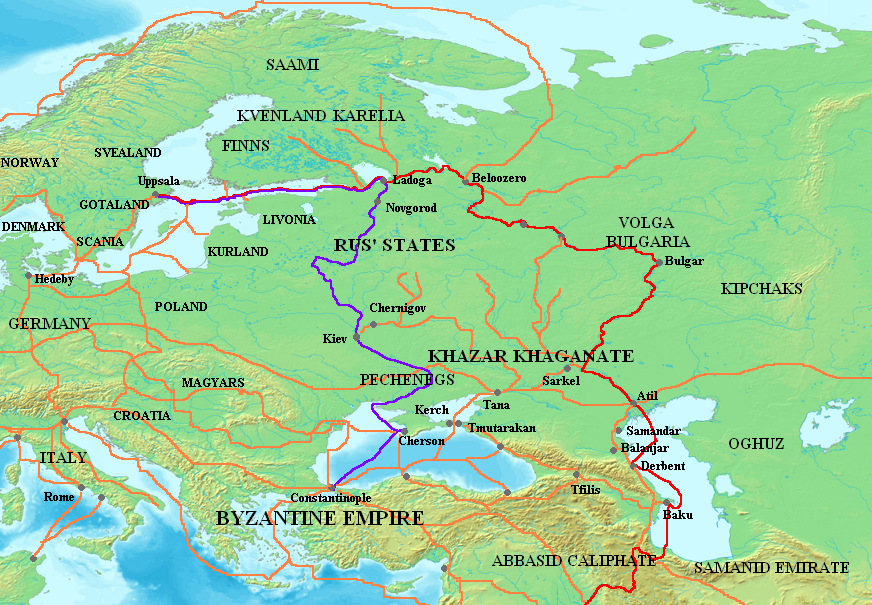
Rotte commerciali medioevali. In viola è indicata la via variago-greca, in rosso quella del Volga, in arancione altre vie di comunicazione importanti.

La via variago-greca (in ucraino Шлях «з варяг у греки»?, Shlyakh z varyah u hreky; in svedese: Vägen från varjagerna till grekerna; in greco: Εμπορική Οδός Βαράγγων-Ελλήνων) era una via di comunicazione che permetteva di unire in un'unica vasta rete di scambi la Scandinavia, la Rus' di Kiev e l'Impero bizantino. Essa consentiva da un lato alle popolazioni settentrionali di acquistare i prodotti più raffinati della manifattura greca (vetro, tessuti e altri prodotti finiti), dall'altro forniva all'Impero bizantino un mezzo per ottenere materie prime ma anche schiavi ed era utilizzata altresì per reclutare la forte e temibile guardia variaga. La via attraversava una serie di vie d'acqua, fluviali e marittime, che si estendevano tra il mar Nero e il mar Baltico.
Il percorso aveva inizio in Scandinavia, in centri commerciali come Birka, Hedeby e Gotland, attraversava il mar Baltico, entrava nel golfo di Finlandia, risaliva la Neva fino al lago Ladoga. In seguito seguiva il corso del fiume Volchov, attraversando le città di Staraja Ladoga e Velikij Novgorod. Superava dunque il lago Il'men' e poi il fiume Lovat. A questo punto le imbarcazioni venivano trasbordate fino al fiume Dnieper, presso Gnëzdovo. Un percorso alternativo dal Baltico al Dnieper seguiva la Dvina occidentale (Daugava) e il fiume Kasplja fino al Dnieper. Dal Dnieper il viaggio proseguiva fino a Kiev, entrando in seguito nel mar Nero. Navigando lungo la sua costa occidentale si giungeva a Sulina, Conopa e Constantia e infine a Costantinopoli. Un altro percorso alternativo era sul fiume Nistro e con le stesse fermate sulla costa occidentale del mar Nero.